# ویکتور آمادیوس سوم ساردنی
ویکتور آمادیوس سوم ساردنی (انگلیسی: Victor Amadeus III of Sardinia; ۲۶ ژوئن ۱۷۲۶ – ۱۶ اکتبر ۱۷۹۶) سومین پادشاه ساردنی بود.
وی که فرزند شارل امانوئل دومین پادشاه ساردنی بود از سال ۱۷۷۳ تا ۱۷۹۶ میلادی حکم‌رانی کرد.